# Mitologia slava

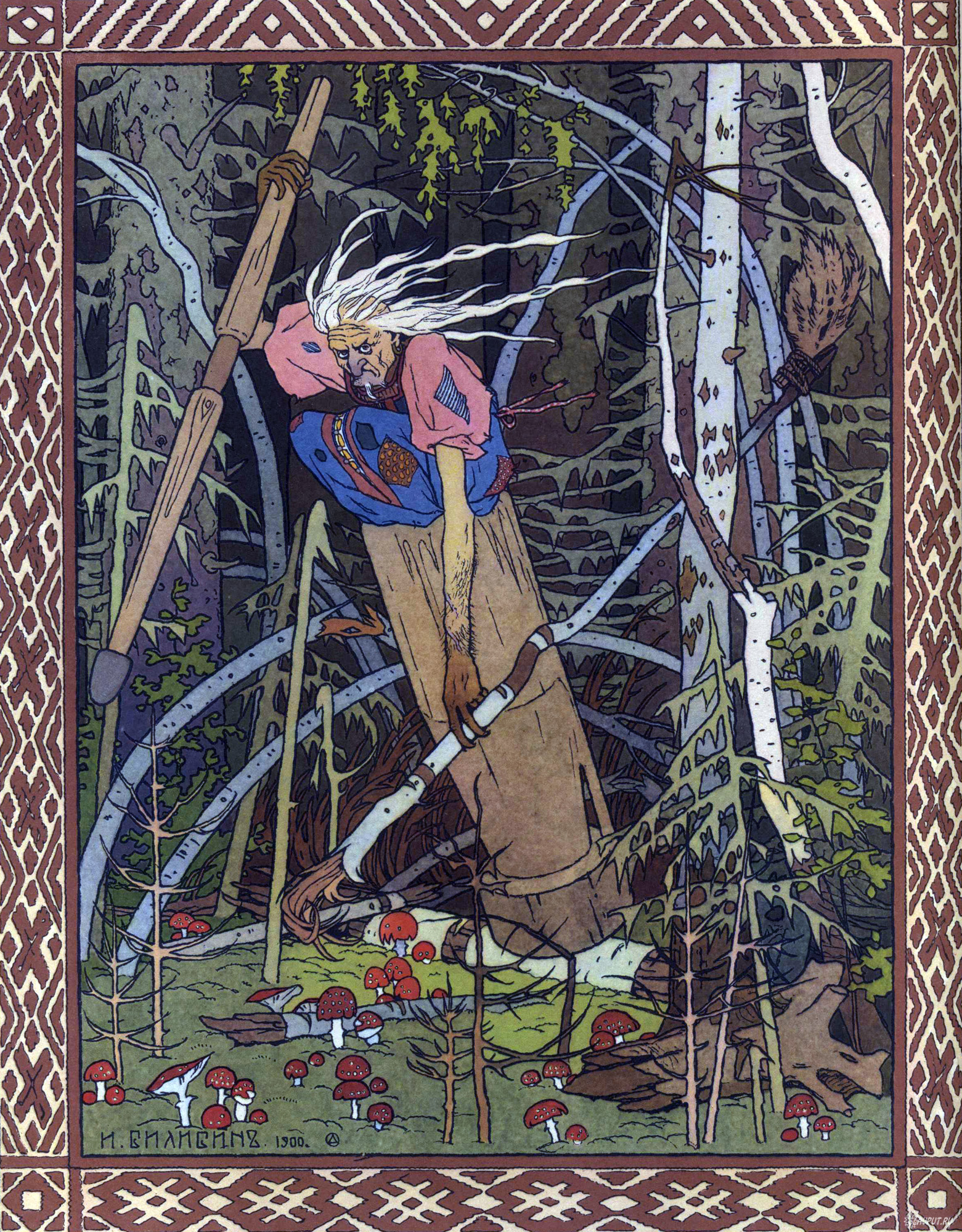
Baba Jaga è una delle figure classiche della mitologia slava e del mondo della fiaba di origine slava. Illustrazione di Bilibin

Con il termine mitologia slava ci si riferisce all'insieme di miti, leggende e credenze su cui era fondata la cultura religiosa degli antichi popoli slavi.
Le origini di tale mitologia risalgono alla fase di unità culturale, etnica e linguistica di quei popoli, databile - sia pure in maniera semplicemente orientativa - dal neolitico ai primi secoli dell'era moderna.
Successivamente tale mitologia ebbe un'espansione territoriale con conseguente differenziazione tra le varie popolazioni che portò a cambiamenti, variazioni, modifiche, localizzazioni e ampliamenti della tradizione religiosa originaria.
Nonostante ciò, il corpus primario di questa mitologia è considerato patrimonio comune di tutti gli antichi slavi: di chiara derivazione indoeuropea, presenta molti punti in comune con quella delle aree del Baltico, quindi retaggio di una comunanza linguistica e culturale balto-slava.

## Questione delle fonti
Si posseggono pochissime informazioni dirette sulla mitologia degli antichi slavi. La motivazione risiede nel fatto che questi popoli non possedevano una scrittura, che venne introdotta solamente insieme al cristianesimo.
La maggior parte delle notizie sulla mitologia degli slavi deriva, quindi, principalmente dagli scritti di missionari e cronachisti cristiani, fonti non sempre attendibili, poiché caratterizzate sia da un atteggiamento di frequente disprezzo verso la materia trattata, sia da una commistione tra concezioni pagane e cristiane già in atto. Tra le poche fonti dirette possiamo annoverare:
- la Chronica Slavorum del sassone Helmold, considerata una fonte piuttosto affidabile
- la raccolta di antichi canti bulgari nota come Veda Slovena, fonte sottovalutata, ma ricca di informazioni sulle credenze del paganesimo slavo.
- le Gesta Danorum dello storico Saxo Grammaticus, la cui attendibilità è ancora oggetto di discussione, oltre al fatto che egli descriveva perlopiù i miti e le usanze non propriamente slave, bensì norrene

Tra le fonti slave più antiche di carattere non religioso, ma in ogni caso successive alla cristianizzazione, si possono includere:
- la Cronaca degli anni passati, corpus di scritti annalistici tradizionalmente attribuita allo storico Nestore, ma in realtà opera di compilazioni successive di diversi storici antico-russi
- Il Canto della schiera di Igor', poema epico del XII secolo

Vanno anche tenute presenti le testimonianze di storici romani del VI secolo come Jordanes e Procopio di Cesarea. Nel suo De bello gothico quest'ultimo afferma, ad esempio, che «...gli slavi riconoscevano un unico dio, creatore del fulmine, solo padrone dell'universo, a cui venivano sacrificati bestiame e uccelli di diverso tipo».
La scarsità delle informazioni di cui si dispone - che presentano un carattere frammentario, spesso contraddittorio e non sempre attendibile - è dovuta soprattutto alla sistematica eliminazione delle credenze slave attuata durante la cristianizzazione, o alla loro sostituzione con rituali e figure cristiane. I templi pagani, in maggioranza costruiti in legno, vennero distrutti o trasformati in chiese.
A creare ulteriore confusione in materia furono scritti come il Libro di Veles, diffusi nell'Ottocento e nel Novecento, con la rinascita dell'interesse verso gli antichi miti, poi reinterpretati anche in chiave nazionalistica. In tali ricostruzioni, spesso si ricorreva a prestiti presso altre mitologie come quella greca o iranica (se già l'identificazione dello slavo Svarog con il greco Efesto è un poco riduttiva, risulta fuorviante con Helios e Urano), per colmare le lacune nei sistemi teologici che si cercava di descrivere.
La popolazione venne battezzata in massa, mentre i sacerdoti e gli sciamani slavi, quando non riuscirono a fuggire, a nascondersi o a camuffarsi, vennero uccisi. Gli alberi e i boschi sacri vennero sradicati. Le divinità e le creature mitologiche vennero degradate al ruolo di demoni e di incarnazioni di Satana o rielaborate tramite assimilazione o affiliazione con figure del cristianesimo.
In generale il numero ridotto di fonti dirette è un corollario della evangelizzazione aggressiva che in diversi momenti storici toccò tutta l'Europa pagana. Le credenze slave vennero però conservate soprattutto nelle fiabe, nei canti, nel folclore e nella tradizione orale. Molti riti pagani permangono fino ad oggi nella tradizione popolare accanto alla religione ufficiale.

## La religione slava

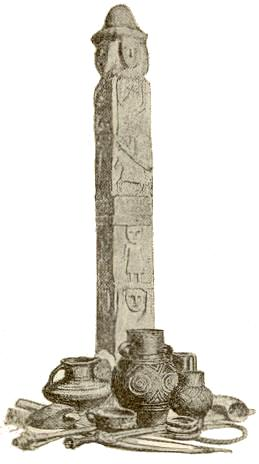
Stele al dio Svetovid

Sulla religione degli antichi slavi esistono numerose teorie. Secondo Helmold, che in qualche misura riprende la testimonianza di Procopio, questi popoli erano caratterizzati da un enoteismo pagano. Il pantheon slavo sarebbe stato dominato da un dio principale che regnava indiscutibilmente su tutte le altre figure che costituivano divinità chiaramente secondarie o accessorie.
Secondo diversi studiosi si trattava invece di una religione politeistica sul modello di quelle indoeuropee, con una compresenza di differenti divinità di uguale o paritetica importanza, tra cui venivano suddivisi funzioni e ruoli. Un'altra concezione ancora è quella che vede nella religione slava un carattere enoteistico, secondo cui le varie divinità erano strutturate gerarchicamente secondo un modello verticale, con al vertice una figura principale, da cui dipendevano in diverso grado le altre.
Il pantheon sarebbe stato suddiviso in tre gruppi principali: divinità superiori che gestivano gli aspetti principali dell'universo, delle stagioni e del tempo; divinità legate alla guerra; divinità connesse alle attività umane e all'economia.

### Simboli, templi e monumenti

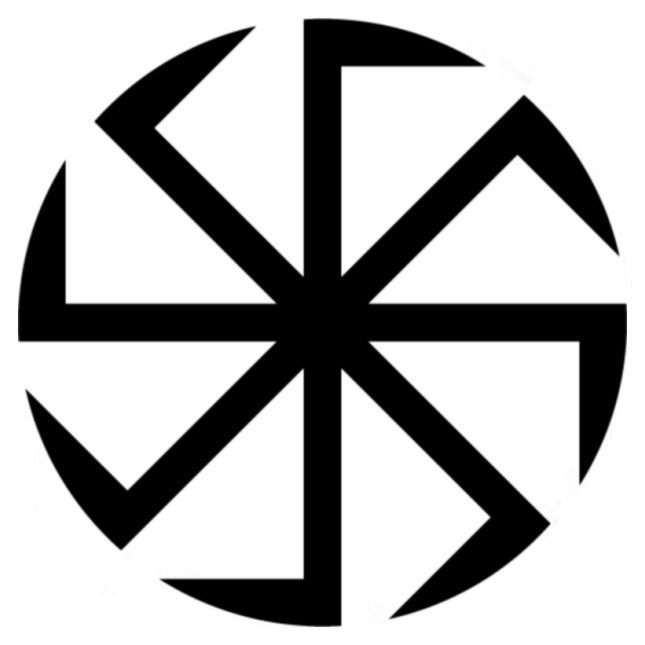
Коловрат, Kolovrat, simbolo del Rod (principio supremo e ordine del cosmo).

Il simbolo religioso principale era costituito dalla Kolovrat, in un certo modo equivalente alla croce nel cristianesimo. Era un simbolo legato al sole, al fuoco, alla luce, alla produttività umana.
Nonostante alcuni studiosi ritengano che gli slavi non possedessero templi o strutture religiose precise, secondo una forma di druidismo sicuramente presente e legato ai boschi sacri come luogo di culto, la maggioranza degli storici ritiene che la religione slava venisse professata in templi costruiti in legno e andati distrutti con la cristianizzazione. Alcune fonti vogliono che l'ultimo venisse distrutto dal re dei danesi Valdemaro I nel 1168 ad Arkona sull'isola di Rügen, nella Germania orientale.
Gli slavi hanno lasciato anche monumenti in pietra, come quello ritrovato nel 1848 sul fondo del fiume Zbrucz, un affluente del Dnepr, risalente al IX secolo. Questo monumento, dell'altezza di 257 cm e del peso di circa 500 kg, è conservato attualmente nel Museo archeologico di Cracovia.
La sua superficie è ricoperta di bassorilievi e presenta una struttura a tre livelli: sul più basso sono raffigurate tre figure umane inginocchiate, su quello centrale ci sono quattro figure che si tengono per mano (due sicuramente sono donne), su quello superiore altre quattro figure con una mano sul petto e una sul ventre. Secondo alcuni studiosi le figure del livello inferiore rappresentano le divinità degli inferi, quelle centrali ritraggono la terra o l'umanità, quelle superiori le divinità del cielo o le stagioni dell'anno.
Anche la struttura a tre livelli viene interpretata in diverso modo: costituisce una visione del cosmo per gli antichi slavi (luna, sole, cielo) o dei ceti sociali. In generale si ritiene che il monumento sia dedicato a Svetovit, dio principale degli slavi baltici.

### Caratteristiche principali
Anche se esistono sostanziali differenze tra le culture, le storie, le lingue delle antiche popolazioni slave, la loro mitologia è piuttosto omogenea, poiché più antica della suddivisione degli slavi in strutture statali indipendenti. Secondo gli studiosi, le credenze slave, così come quelle di altre culture precristiane, rispecchiano tre aspetti principali:
- Il conflitto e l'interazione tra la Luce e l'Ombra. Le divinità della mitologia slava erano contemporaneamente creatrici e distruttrici di vita, come ad esempio nel caso di Jarylo, allo stesso tempo dio della primavera e della morte. Questo rispecchia l'idea che la natura sia fondata su un'eterna rigenerazione, su un alternarsi di vita e morte. Questa plurifunzionarietà venne utilizzata della chiesa per la definizione del cristianesimo come bene e luce, mentre tutte le credenze precedenti vennero interpretate e rappresentate come male e tenebre che è necessario combattere.
- Il culto dei morti e degli antenati. La cultura slava antica era caratterizzata da complessi rituali funerari che indicano la presenza di uno sciamanesimo articolato e un intenso rapporto con il mondo dei morti.
- Divinità degli elementi. Oltre agli dei celesti e infernali, il pantheon slavo comprendeva numerose personificazioni dell'onnipotenza della natura, dalla cui benevolenza dipendeva la sopravvivenza dell'uomo. Prevedere il tempo poteva equivalere a prevedere il destino di un'intera società.

## Cosmogonia
Secondo il Libro di Veles, la religione slava riconosce tre regni:
- Jav;
- Prav;
- Nav.

Jav è il mondo materiale, naturale, percepibile mediante i cinque sensi. Nav è quello immateriale, il regno degli spiriti e del soprannaturale. Prav rappresenta invece le leggi che governano questi mondi.
Il simbolo principale della cosmogonia degli antichi slavi è l'Albero del Mondo. Si credeva che questi regni fossero strutturati verticalmente su una quercia gigantesca che sosteneva tutto l'universo. Sulla vetta si trovava il paradiso slavo chiamato Svarga, in cui abitavano Svarog e Iriy.
Nel tronco si trovava il mondo delle creature viventi, la realtà, ossia Jav. Nelle radici della quercia si trovavano gli inferi, abitati da Černobog, Morana e Zmaj.

## Il pantheon slavo
Secondo gli studiosi più eminenti, di nessuna divinità possiamo dire con certezza che fosse comune a tutti gli antichi popoli slavi. Inoltre, nella mitologia slava non è riconosciuto unanimemente un unico dio supremo, ma esistevano notevoli differenze di culto a seconda delle zone geografiche, in cui di volta in volta era posto al vertice del pantheon un dio differente.
La divinità più antica è con molta probabilità Rod, personificazione del destino e del fato, riconosciuto dalla maggioranza delle antiche tribù, in coppia con Živa, personificazione dell'amore e della fertilità. In alcune culture slave la figura più importante era Svarog, dio del cielo e del sole, che è probabilmente una delle personificazioni ed epiteti di Rod. Alcuni popoli slavi ponevano in cima al loro pantheon Perun, dio del fulmine e della luce, mentre per altri ancora la divinità più importante era Veles, dio dell'aldilà, della magia, dell'arte e del commercio.
Per questi motivi il pantheon slavo non ha una struttura fissa e univoca. Un tentativo in questa direzione venne attuato da Vladimir I, principe di Kiev negli anni 980-988, all'interno della riforma religiosa immediatamente precedente alla cristianizzazione della Rus' di Kiev. Vladimir eresse sette idoli vicino alla sua corte: Perun come dio supremo, Veles, Chors, Dažbog, Stribog, Simargl, e Mokoš come divinità tribali.
Bisogna notare che molte divinità erano conosciute con nomi differenti anche nella stessa lingua, poiché si riteneva che chiamarle con il vero nome procurasse cattiva sorte. Veniva dunque usato un gran numero di perifrasi o aggettivi che descrivevano le loro qualità. Col tempo questi epiteti assunsero un ruolo indipendente e vennero ad accostare i nomi principali (si veda ad esempio il caso di Svarog e Rod).

### Divinità e creature
Divinità
- Borevit
- Chernobog
- Dazhbog
- Jarovit
- Jarylo
- Khors
- Luna
- Mati Zemlya
- Mokoš
- Oźwiena
- Pereplut
- Peklenc
- Perperuna
- Perun
- Radigost
- Rod
- Rugiewit
- Simargl
- Stribog
- Svarog
- Svarozhyc
- Svetovit
- Tryglav
- Veles

Creature e mostri
- Baba Jaga
- Bagiennik
- Boruta
- Cikavac
- Domovoj
- Indrik
- Kikimora
- Koščej
- Likho
- Polevoy
- Poludnitsa
- Rusalki
- Strzyga
- Zmaj
- Wij
- Veela
- Vodyanoy

- Svarog: personificazione del fuoco, artefice del disco solare, rappresentazione della luce del cielo e dio del cielo e del Sole
- Černobog: dio del male
- Morana: dea della morte, dell'inverno, dell'oscurità e della successiva rinascita in primavera
- Zmaj: eterno nemico degli dei celesti oppure protettrice delle acque e della semina
- Živa: dea slava dell'amore, della vita, della primavera, della fertilità, della nascita, del grano e del frumento, della primavera e della vita in tutte le sue manifestazioni
- Perun: Signore del Tuono e dio del fulmine e della luce
- Veles: dio dell'aldilà, della magia, dell'arte, del commercio, della terra, delle acque e degli inferi associato ai draghi, al bestiame, alla magia, ai musicisti, alla ricchezza ed all'inganno
- Khors: dio slavo del Sole invernale
- Stribog: dio slavo del vento, del cielo, dell'aria, dei turbini e delle tempeste
- Simargl: dio della fertilità, della sessualità, della riproduzione, della mietitura e dell'erotismo
- Mokoš: dea della pioggia e alla tempesta e rappresentazione della Madre Terra associata alla terra, all'acqua, alla pioggia, alla femminilità, alla fecondità, alla sessualità e ad attività come la tessitura e la filatura
- Jarylo: dio dell'agricoltura, della fertilità, della giovinezza, della forza e della primavera
- Dola: dea del destino degli uomini
- Ubože: spirito della casa
- Borevit: dio dei boschi
- Jarovit: dio della guerra e della primavera
- Mati Zemlya: divinità slave dedicate alle piante, alla crescita, alla nascita, alla creazione e patrone dei lavori agricoli
- Oźwiena: dea dell'eco
- Peklenc: una divinità ctonia, signore del sottosuolo e giudice divino, governava il fuoco sotterraneo in cui si formavano i metalli e le pietre preziose. Regnava anche sulle acque che scorrevano sotto terra e che secondo le antiche credenze slave provocavano i terremoti quando giungevano in superficie. Su ordine di Peklenc la terra si spaccava e si formavano burroni e dirupi profondi come gole infernali
- Perperuna: dea della pioggia e della fertilità del suolo
- Radigost: protettore delle città, dei commercianti, dei viaggiatori, degli stranieri e dell'ospitalità
- Rugiewit: dio della guerra
- Svetovit: dio della guerra e del raccolto
- Zorya: dea dell'alba e delle stelle della sera, del crepuscolo e della mezzanotte